# Maurizio Montalbini
Maurizio Montalbini (Senigallia, 4 settembre 1953 – Pieve Torina, 19 settembre 2009) è stato un sociologo e speleologo italiano.
Detiene il primato di permanenza in grotta, con una serie di esperimenti pionieristici relativamente la cronobiologia e il ritmo circadiano che lo hanno portato a vivere un totale di quasi tre anni (962 giorni) sottoterra, e che gli hanno valso l'appellativo di esploratore del tempo.

## Biografia
Nato a Senigallia (AN) e cresciuto a Montemarciano, si laurea in Sociologia all'Università degli Studi di Urbino nel 1976.
Il suo primo esperimento, 210 giorni fuori dal tempo, della durata appunto di 210 giorni, ebbe luogo nel 1986 all'interno delle grotte di Frasassi; successivamente rimase per ulteriori 48 giorni, ma stavolta assieme ad altre 14 persone, ancora all'interno della grotta di Frasassi.
Nel 1992 ha trascorso oltre un anno (366 giorni) in solitudine nella grotta di Nerone situata presso il Monte Nerone a Piobbico (PU), nel corso di un esperimento che ha prodotto risultati notevoli da un punto di vista sociale, farmacologico e per quanto riguarda la cronobiologia.
Nel 1997 ha compiuto, con Luigi Mazzi, un altro esperimento sempre nella base Underlab all'interno della grotta di Frasassi, durante il quale è stato inoltre testimone del terremoto di Umbria e Marche avvenuto in quell'anno.
Il suo ultimo esperimento avvenuto all'interno della grotta fredda di Acquasanta Terme (AP), denominato Timeless, si è concluso il 7 giugno 2007 dopo 235 giorni dal suo ingresso.
Non eseguì solamente esperimenti sotterranei, ma anche in mezzo all'oceano; in particolare nel 1991, durante la missione denominata Pelagos '91, visse per 48 giorni su una zattera.
È deceduto nel 2009 a 56 anni per un infarto nella frazione Pie' di Casavecchia di Pieve Torina (MC).
A lui il compositore Stefano Ianne ha voluto dedicare un brano dal titolo In Eden presente nell'album Piano Car (2010).